# 元平
元平（げんぺい）は、中国、前漢の昭帝劉弗陵の治世に行われた第3番目の元号。
紀元前74年。

## 出来事
- 元年4月：昭帝崩御。昌邑王劉賀が皇位を継ぐも27日で廃される。
- 元年7月：戾太子劉拠の孫である宣帝劉詢が即位。

## 西暦との対照表
| 元平 | 元年   |
| 西暦 | 前74年 |
| 干支 | 丁未   |